# Scopula ochrifrons
Scopula ochrifrons là một loài bướm đêm trong họ Geometridae.